# Jack Sock
Jack Sock (Lincoln, 1992. szeptember 24. –) olimpiai bajnok, négyszeres Grand Slam-tornagyőztes amerikai hivatásos teniszező.
Karrierje során 4 Grand Slam-tornán diadalmaskodott. Még nem volt 19 éves, mikor Melanie Oudinnel megnyerte a 2011-es US Open vegyes páros versenyét. A 2014-es Wimbledoni teniszbajnokságon Vasek Pospisil partnereként pedig megnyerte a páros versenyt. 2018-ban férfi párosban győzött Wimbledonban és a US Openen is. Ezen kívül még négyszer egyéniben és 12 ATP-tornán párosban diadalmaskodott. Egyéniben a legnagyobb sikere a 2017-es Paris Mastersen elért győzelme volt. Ezen kívül 3 ATP tornagyőzelmet ért el.
A 2016-os riói olimpián Bethanie Mattek-Sands párjaként vegyes párosban aranyérmet, Steve Johnsonnal az oldalán férfi párosban bronzérmet szerzett.

## Grand Slam-döntői

### Páros

#### Győzelmei (3)
| Év   | Torna     | Borítás | Partner        | Ellenfelek a döntőben       | Eredmény a döntőben           |
| 2014 | Wimbledon | Fű      | Vasek Pospisil | Bob Bryan Mike Bryan        | 7–6(5), 6–7(3), 6–4, 3–6, 7–5 |
| 2018 | Wimbledon | Fű      | Mike Bryan     | Raven Klaasen Michael Venus | 6–3, 6–7(7), 6–3, 5–7, 7–5    |
| 2018 | US Open   | Kemény  | Mike Bryan     | Łukasz Kubot Marcelo Melo   | 6–3, 6–1                      |

### Vegyes páros

#### Győzelmei (1)
| Év   | Torna   | Borítás | Partner       | Ellenfelek a döntőben        | Eredmény a döntőben |
| 2011 | US Open | Kemény  | Melanie Oudin | Gisela Dulko Eduardo Schwank | 7–6(4), 4–6, [10–8] |

## ATP-döntői

### Egyéni

#### Győzelmei (4)
| Összesítés                                            | Összesítés |
| ----------------------------------------------------- | ---------- |
| Grand Slam-torna                                      | (0)        |
| ATP World Tour Masters 1000 / ATP Masters Series      | (1)        |
| ATP World Tour 500 Series / International Series Gold | (0)        |
| ATP World Tour 250 Series / International Series      | (3)        |
| ATP World Tour Finals / Tennis Masters Cup            | (0)        |

|   | Dátum             | Torna                                        | Borítás    | Ellenfél a döntőben | Eredmény a döntőben |
| 1 | 2015. április 12. | U.S. Men’s Clay Court Championships, Houston | Salak      | Sam Querrey         | 7-6(9), 7-6(2)      |
| 2 | 2017. január 14.  | ASB Classic, Auckland                        | Kemény     | João Sousa          | 6-3, 5-7, 6-3       |
| 3 | 2017. február 26. | Delray Beach Open, Delray Beach              | Kemény     | Miloš Raonić        | (W/O)               |
| 4 | 2017. november 5. | Rolex Paris Masters, Párizs                  | Kemény (f) | Filip Krajinović    | 5-7, 6-4, 6-1       |

#### Elvesztett döntői (4)
|   | Dátum             | Torna                                                        | Borítás    | Ellenfél a döntőben   | Eredmény a döntőben  |
| 1 | 2015. október 25. | Stockholm Open, Stockholm                                    | Kemény (f) | Tomáš Berdych         | 6-7(1), 2-6          |
| 2 | 2016. február 10. | ASB Classic, Auckland                                        | Kemény (f) | Roberto Bautista Agut | 1-6, 0-1-nél feladta |
| 3 | 2016. április 10. | Fayez Sarofim & Co US Men's Clay Court Championship, Houston | Salak      | Juan Mónaco           | 6-3, 3-6, 5-7        |
| 4 | 2015. október 23. | Stockholm Open, Stockholm                                    | Kemény (f) | Juan Martín del Potro | 5-7, 1-6             |

### Páros

#### Győzelmei (8)
| Összesítés                                            | Összesítés |
| ----------------------------------------------------- | ---------- |
| Grand Slam-torna                                      | (1)        |
| ATP World Tour Masters 1000 / ATP Masters Series      | (2)        |
| ATP World Tour 500 Series / International Series Gold | (2)        |
| ATP World Tour 250 Series / International Series      | (3)        |
| ATP World Tour Finals / Tennis Masters Cup            | (0)        |

|   | Dátum             | Torna                                                         | Borítás    | Partner           | Ellenfelek a döntőben                  | Eredmény a döntőben           |
| 1 | 2013. március 3.  | Delray Beach International Tennis Championships, Delray Beach | Kemény     | James Blake       | Makszim Mirni / Horia Tecău            | 6-4, 6-4                      |
| 2 | 2014. július 6.   | Wimbledon, Wimbledon                                          | Fű         | Vasek Pospisil    | Bob Bryan / Mike Bryan                 | 7–6(5), 6–7(3), 6–4, 3–6, 7–5 |
| 3 | 2014. július 27.  | Atlanta Tennis Championships, Atlanta                         | Kemény     | Vasek Pospisil    | Steve Johnson / Sam Querrey            | 6–3, 5–7, [10–5]              |
| 4 | 2015. március 22. | Indian Wells Masters, Indian Wells                            | Kemény     | Vasek Pospisil    | Simone Bolelli / Fabio Fognini         | 6–4, 6–7(3), [10–7]           |
| 5 | 2015. október 11. | China Open, Peking                                            | Kemény     | Vasek Pospisil    | Daniel Nestor / Édouard Roger-Vasselin | 3–6, 6–3, [10–6]              |
| 6 | 2015. október 25. | Stockholm Open, Stockholm                                     | Kemény (f) | Nicholas Monroe   | Mate Pavic / Michael Venus             | 7–5, 6–2                      |
| 7 | 2016. október 16. | Shanghai Masters, Sanghaj                                     | Kemény     | John Isner        | Henri Kontinen / John Peers            | 6–4, 6–4                      |
| 8 | 2016. október 30. | Swiss Indoors, Bázel                                          | Kemény (f) | Marcel Granollers | Robert Lindstedt / Michael Venus       | 6–3, 6–4                      |

#### Elveszített döntői (10)
| No. | Dátum               | Torna                                              | Borítás    | Partner           | Ellenfél a döntőben                   | Eredmény a döntőben |
| 1.  | 2013. február 24.   | U.S. National Indoor Tennis Championships, Memphis | Kemény (f) | James Blake       | Bob Bryan / Mike Bryan                | 1–6, 2–6            |
| 2.  | 2014. augusztus 17. | Cincinnati Masters, Cincinnati                     | Kemény     | Vasek Pospisil    | Bob Bryan / Mike Bryan                | 3–6, 2–6            |
| 3.  | 2014. október 19.   | Stockholm Open, Stockholm                          | Kemény (f) | Treat Conrad Huey | Eric Butorac / Raven Klaasen          | 4–6, 3–6            |
| 4.  | 2015. április 5.    | Miami Masters, Miami                               | Kemény     | Vasek Pospisil    | Bob Bryan / Mike Bryan                | 3–6, 6–1, [8–10]    |
| 5.  | 2015. november 8.   | Paris Masters, Párizs                              | Kemény (f) | Vasek Pospisil    | Ivan Dodig / Marcelo Melo             | 6–2, 3–6, [5–10]    |
| 6.  | 2016. március 20.   | BNP Paribas Open, Indian Wells                     | Kemény     | Vasek Pospisil    | Pierre-Hugues Herbert / Nicolas Mahut | 3–6, 6–7(5)         |
| 7.  | 2016. május 15.     | Internazionali BNL d’Italia, Róma                  | Salak      | Vasek Pospisil    | Bob Bryan / Mike Bryan                | 6–2, 3–6, [7–10]    |
| 8.  | 2016. október 9.    | China Open, Peking                                 | Kemény     | Bernard Tomic     | Pablo Carreno Busta / Rafael Nadal    | 7–6(6), 2–6, [8–10] |
| 9.  | 2017. április 2.    | Miami Open presented by Itaú, Miami                | Kemény     | Nicholas Monroe   | Łukasz Kubot / Marcelo Melo           | 5–7, 3–6            |
| 10. | 2017. október 8.    | China Open, Peking                                 | Kemény     | John Isner        | Henri Kontinen / John Peers           | 3–6, 6–3, [7–10]    |

## Eredményei Grand Slam-tornákon
| Grand Slam | Australian Open | Australian Open    | Roland Garros | Roland Garros   | Wimbledon | Wimbledon       | US Open  | US Open            |
| Év         | Eredmény        | Utolsó ellenfél    | Eredmény      | Utolsó ellenfél | Eredmény  | Utolsó ellenfél | Eredmény | Utolsó ellenfél    |
| 2010       | -               | -                  | -             | -               | -         | -               | 1.kör    | Marco Chiudinelli  |
| 2011       | -               | -                  | -             | -               | -         | -               | 2.kör    | Andy Roddick       |
| 2012       | -               | -                  | -             | -               | -         | -               | 3.kör    | Nicolás Almagro    |
| 2013       | -               | -                  | 2.kör         | Tommy Haas      | -         | -               | 3.kör    | Janko Tipsarević   |
| 2014       | 2.kör           | Gaël Monfils       | 3.kör         | Dušan Lajović   | 2.kör     | Miloš Raonić    | 1.kör    | Pablo Andujar      |
| 2015       | -               | -                  | 4.kör         | Rafael Nadal    | 1.kör     | Sam Groth       | 2.kör    | Ruben Bemelmans    |
| 2016       | 2.kör           | Lukáš Rosol        | 3.kör         | Albert Ramos    | 3.kör     | Miloš Raonić    | 4.kör    | Jo-Wilfried Tsonga |
| 2017       | 3.kör           | Jo-Wilfried Tsonga | 1.kör         | Jiří Veselý     | 2.kör     | Sebastian Ofner | 1.kör    | Jordan Thompson    |

## Év végi világranglista-helyezései
| Év       | 2009 | 2010 | 2011 | 2012 | 2013 | 2014 | 2015 | 2016 |
| Helyezés | 699  | 878  | 381  | 150  | 102  | 42   | 26   | 23   |

## Győzelmei top 10-es játékos ellen évenként
| Szezon    | 2014 | 2015 | 2016 | 2017 |
| Győzelmek | 1    | 0    | 4    | 2    |

### Győzelmei top 10-es játékos ellen részletesen
|      | Ellenfél      | Ranglista | Torna               | Borítás    | Forduló     | Eredmény         |
| 2014 |               |           |                     |            |             |                  |
| 1.   | Nisikori Kei  | 6         | Shanghai Masters    | Kemény     | 2. kör      | 7–6(5), 6–4      |
| 2016 |               |           |                     |            |             |                  |
| 2.   | David Ferrer  | 8         | ASB Classic         | Kemény     | Elődöntő    | 3–6, 6–1, 6–2    |
| 3.   | Marin Čilić   | 9         | US Open             | Kemény     | 3. kör      | 6–4, 6–3, 6–3    |
| 4.   | Miloš Raonić  | 6         | Shanghai Masters    | Kemény     | 3. kör      | 0–6, 6–4, 7–6(8) |
| 5.   | Dominic Thiem | 8         | BNP Paribas Masters | Kemény (f) | 2. kör      | 6–2, 6–4         |
| 2017 |               |           |                     |            |             |                  |
| 6.   | Nisikori Kei  | 5         | BNP Paribas Open    | Kemény     | Negyeddöntő | 6–3, 2–6, 6–2    |
| 7.   | Miloš Raonić  | 10        | Citi Open           | Kemény     | Negyeddöntő | 7–5, 6–4         |